# Waller Park
Der Waller Park (1935–1945: Wilhelm-Decker-Park) liegt in Bremen im Stadtteil Walle, Ortsteil Walle neben dem Waller Friedhof.

## Geschichte

### Gutshof und Adelssitz
1179 wird der Hof-Walle erwähnt. Die Herren zu Walle waren erzbischöfliche Dienstmänner und bremische Ratsmänner und Vögte. Das Ritter- und Patriziergeschlecht starb im 15. Jahrhundert aus. 1635 pachtete der Ritter Christoph Ludwig Raschen, im Dreißigjährigen Krieg brandenburgischer Oberstleutnant und schwedischer Diplomat, den Hof als Alterssitz.
Das Gut Walle gelangte 1833 in den Besitz der Familie Achelis. Sie baute sich einen „Lustsitz“ am See, erweiterte den Grundbesitz durch Ankäufe und gestaltete die Gartenanlagen zu einem prächtigen Landschaftspark.

### Volkspark für Walle
1928 kaufte die Stadt das Grundstück von den verarmten Gutsparkbesitzern. Gartendirektor Paul Freye kann zunächst nur 6 Hektar von der 35 Hektar großen Fläche als Volkspark für die hier wohnende Arbeiterschaft und Kleinbürger realisieren. Spiel und Sport, Natur und Entspannung, Kultur und Soziales kamen zusammen. Das große Herrenhaus wurde zum Haus der Kultur und Kommunikation umgewandelt mit Filmvorführungen, Angebote für Jung und Alt, einer Bibliothek, Lesungen und einem Café. Rund um den See wurde der Park ergänzt durch neue Wege, einem Rodelberg, Rasen, Eichen, Linden, Kastanien, Schwarzkiefern und Rhododendren. Am 9. November 1935 erhielt der Park den Namen des SA-Mannes Wilhelm Decker. Diese Benennung wurde 1945 revidiert.
Das Gebäude im Park wurde im Zweiten Weltkrieg zerstört, der Baumbestand blieb erhalten. 2005 verwandelte der Umweltbetrieb Bremen durch eine Neuplanung den alten Spielplatz im Park zu einer Spiellandschaft für Alle mit Seilbahn, Baumhaus und Roller-Parcours.
Der Waller Park wurde durch den angrenzenden Parkfriedhof von 1875, erweitert ab 1937 und ab 1957 auf 29 Hektar, zum wichtigen Naherholungsgebiet für den Bremer Westen.